# Neue Deutsche Welle
Neue Deutsche Welle (česky Nová německá vlna, často zkracováno na NDW) byl žánr v německé hudbě 80. let 20. století, vzešlý z britského punk rocku a nové vlny (New wave). Tento název byl poprvé použit Alfredem Hilsbergem v roce 1979 v reportáži pro hudební časopis Sounds.
NDW měla vliv na vývoj dance-punku, EBM a stylu zvaného Electroclash. Hlavní centra tohoto hudebního hnutí se nacházela v Berlíně, Düsseldorfu či Hamburku, v menší míře potom ve Frankfurtu nebo v rakouské metropoli Vídni.
Mezi nejznámější undergroundové skupiny nové německé vlny patří například Deutsch-Amerikanische Freundschaft (DAF), Xmal Deutschland nebo Grauzone. Komerční úspěch zaznamenala skupina Alphaville či zpěvačka Nena.

## Historie

### Vznik názvu
První zmínka pojmu Neue Welle se objevila roku 1977 ve fanzinu Die 80er Jahre. Výraz Neue Deutsche Welle se vynořil poprvé v inzerátu berlínského zásilkového obchodu Der Zensor v hamburském hudebním magazínu Sounds v srpnu 1979. V inzerátu byl použit jako kategorie pro zařazení prvního alba kapely Deutsch Amerikanische Freundschaft (DAF). O dva měsíce později použil výraz tehdejší hudební žurnalista a pozdější provozovatel labelu Alfred Hilsberg pro název třídílné serie článků v časopise Sounds („Neue Deutsche Welle – Aus grauer Städte Mauern“ (Z šedých městských zdí)).

### NDW jako underground
Asi do roku 1981 byla NDW, i když se tak ještě nenazývala, jen podzemní hnutí, jehož kořeny byly v britském punku a New Wave. Z těchto začátků se rychle se vyvinula podoba hudebního stylu, který byl silně ovlivněn (oproti angličtině) hranatějším rytmem německého jazyka, pro který se většina kapel brzy rozhodla. K zástupcům této fáze se řadí kapely Mittagspause, Abwärts, The Wirtschaftswunder, Der Plan nebo DAF. Specifický zvuk tvořily synthesizery, které v té době přišly na trh a byly cenově velmi zajímavé. Tvořily hudební základ mnoha skladeb. Byly to např. modely KORG MS-10 a KORG MS-20.
Důležitá součást NDW těchto časů bylo spojení s výtvarným uměním. Místa, kde se konaly důležité koncerty, jako např. Ratinger Hof nebo dočasně SO36 byly provozovány především umělci. Tito umělci jako např. Jürgen Kramer s jeho kapelami Das Weltende a Das Zwanzigste Jahrhundert, stejně jako jeho fanzin Die 80er Jahre popř. berlínský Salomé (Geile Tiere), Martin Kippenberger nebo Die Tödliche Doris dělaly toto spojení ještě patrnější.

### NDW jako popmusik
U velkých hudebních firem platila NDW nejprve jako nekomerční a proto jako špatně prodejná a nezisková. Také kapely, stejně jako publikum, měly výhrady ke spolupráci s hudebním průmyslem. To se každopádně změnilo, když se první propagační kampaně s kapelami jako Fehlfarben nebo DAF setkaly s velkým ohlasem. Čím byla NDW úspěšnější, tím více se pod touto nálepkou presentovaly německy zpívající kapely, které s NDW vlastně neměly nic společného, nebo též uměle, jako ze zkumavky, vytvořené kapely. Žánr byl nakonec ovládnut interprety, kteří v modernější, částečně též ironické formě používaly elementy původních skladeb. K těmto jsou přičítáni např. Hubert Kah, Markus, UKW a Combo Colossale.
Některé kapely dosáhly úctyhodného mezinárodního úspěchu. Kapely jako Nena (99 Luftballons), Trio (Da da da), Falco (Der Kommissar, Rock Me Amadeus) či Peter Schilling (Major Tom) se svými hity prosadily na anglosaském hudebním trhu, především však s anglicky zpívanými verzemi svých hitů.
Komercializace skrze hudební průmysl vedla u iniciátorů hnutí NDW (původních undergroundových kapel) k frustraci, a hnutí se proto zase rychle začalo rozpadat. Avšak také komerční varianta NDW rychle ztrácela pomalu na významu. Díky inflační publikační strategii vydavatelských firem a masivní prezentaci tohoto žánru jím bylo publikum brzo přesyceno. Mnoho umělců tedy ukončilo svou kariéru a jen málo projektů přežilo. A tak spěla NDW v letech 1983–1984 pomalu ke svému konci.

### Historický význam
Žánr NDW posloužil v důsledku k tomu, že se německy zpívající hudebníci mohli snáze komerčně etablovat, zvláště když nebyli stylisticky přesně zařazeni k NDW. Za zmínku v tomto případě stojí např. BAP, Die Toten Hosen nebo Herbert Grönemeyer.
NDW vytvářela opakovaně styčné body pro nové hudební podněty, např. Hamburger Schule.